# Rafael Albaicín
Rafael Albaicín, nombre artístico de Ignacio Rafael García Escudero, (Madrid, 5 de junio de 1919-Madrid, 3 de septiembre de 1981) fue un torero y actor de cine español.

## Biografía
Su debut en el mundo del toreo se produjo el 22 de mayo de 1941 en Logroño. Tomó la alternativa en Las Ventas, el 17 de octubre de 1943, teniendo como padrino a Cagancho y como testigo a Gitanillo de Triana.
Cabe destacar que fue ahijado del famoso pintor Ignacio Zuloaga, quien lo inmortalizó en el óleo denominado "Retrato del Torero Rafael Albaicín".
Tras diversas cornadas decidió retirarse de los ruedos y probar suerte como actor, faceta en la que participó en alrededor de una ochentena de películas (mayoritariamente en papeles de reparto o sin acreditar) a lo largo de su extensa carrera cinematográfica, que abarcó desde finales de la década de 1930 hasta principios de la década de 1980. También intervino en las series de televisión Curro Jiménez, Im Auftrag von Madame y Les aventures du capitaine Luckner.

## Filmografía completa
- La fiesta sigue (1948)
- María Antonia 'La Caramba' (1951)
- Siempre Carmen (1953)
- Noches andaluzas (1954)
- El fenómeno (1956)
- El hombre que viajaba despacito (1957)
- Polvorilla (1957)
- Torero por alegrías (1957)
- Mensajeros de paz (1957)
- Patio andaluz (1958)
- Tierra brutal (1962)
- El precio de la muerte (1963)
- Scherezade (1963)
- Encrucijada mortal (1963)
- Los cien caballeros (1964)
- Fuerte perdido (1964)
- Relevo para un pistolero (1964)
- Rueda de sospechosos (1964)
- El hombre del valle maldito (1964)
- Dulcinea del Toboso (1964)
- Plazo para morir (1965)
- El séptimo de caballería (1965)
- Dos caraduras en Texas (1965)
- Sangre sobre Texas (1965)
- Operación Lady Chaplin (1966)
- Siete pistolas para Timothy (1966)
- Trampa para un forajido (1966)
- El secreto del capitán O'Hara (1966)
- Héroes a la fuerza (1966)
- Joe, el implacable (1967)
- La casa de las mil muñecas (1967)
- Quince horcas para un asesino (1967)
- Un hombre vino a matar (1967)
- Vivo para matarte (1968)
- Winchester, uno entre mil (1968)
- Un tren para Durango (1968)
- La hora del coraje (1968)
- Mercenarios sin gloria (1968)
- Vivos o preferiblemente muertos (1969)
- Que esperen los cuervos (1969)
- El cóndor (1970)
- Reza por tu alma... y muere (1970)
- Los compañeros (1970)
- Los tres supermen en la selva (1970)
- Caza implacable (1971)
- El oro de nadie (1971)
- Viva la muerte... tuya (1971)
- El bandido Malpelo (1971)
- Los hijos del día y de la noche (1972)
- La muerte llega arrastrándose (1972)
- La letra escarlata (1973)
- La orgía nocturna de los vampiros (1973)
- Charley, el tuerto (1973)
- El bruto, el listo y el capitán (1973)
- Puños, piratas y karate (1973)
- ...Y si no, nos enfadamos (1974)
- Tres forajidos y un pistolero (1974)
- El chulo (1974)
- Cuando los niños vienen de Marsella (1974)
- El blanco, el amarillo y el negro (1975)
- Una libélula para cada muerto (1975)
- No quiero perder la honra (1975)
- País, S.A. (1975)
- La muerte ronda a Mónica (1976)
- Cuando los maridos se iban a la guerra (1976)
- El hombre que supo amar (1976)
- El anacoreta (1976)
- Y le llamaban Robin Hood (1976)
- La amante perfecta (1976)
- Guerreras verdes (1976)
- Fulanita y sus menganos (1976)
- El perro (1977)
- Esposa y amante (1977)
- Doña Perfecta (1977)
- Clayton Drumm (1978)
- Fantasma en el Oeste (1978)
- El liguero mágico (1980)
- Yendo hacia ti (1981)